# Ambasada Papui-Nowej Gwinei w Brukseli
Ambasada Papui-Nowej Gwinei w Brukseli – misja dyplomatyczna Niezależnego Państwa Papui-Nowej Gwinei w Królestwie Belgii.
Ambasador Niezależnego Państwa Papui-Nowej Gwinei w Brukseli oprócz Królestwa Belgii akredytowany jest również m.in. w Królestwie Niderlandów, Rzeczypospolitej Polskiej, Stolicy Apostolskiej oraz przy Unii Europejskiej.